# 拉梅萨 (贝拉瓜斯省)
拉梅萨是巴拿马贝拉瓜斯省拉梅萨区的一个城市，2010年是人口为3,338，是拉梅萨区的区治。该市2000年时人口为4,425，1990年时人口为4,513。